# Malu (okręg Vâlcea)
Malu – wieś w Rumunii, w okręgu Vâlcea, w gminie Stoilești. W 2011 roku liczyła 112 mieszkańców.